# ونگدو فودرانگ
ونگدو فودرانگ (به لاتین: Wangdue Phodrang) یک منطقهٔ مسکونی در بوتان (کشور) است که در Thedtsho Gewog واقع شده‌است. ونگدو فودرانگ ۸٬۹۵۴ نفر جمعیت دارد و ۱٬۲۷۳ متر بالاتر از سطح دریا واقع شده‌است.